# هزارمنی سفلی
هزارمنی سفلی، روستایی از توابع بخش مرکزی شهرستان رامهرمز در استان خوزستان ایران است.

## جمعیت
این روستا در دهستان حومه‌شرقی قرار دارد و براساس سرشماری مرکز آمار ایران در سال ۸۱92، جمعیت آن98 نفر (22خانوار) بوده‌است.